# Axel Merckx
Axel Merckx (Ukkel/Uccle, 8 de agosto de 1972) es un ciclista belga, hijo del también ciclista Eddy Merckx. Se inició en el fútbol, pero posteriormente se encaró hacia el ciclismo profesional.
Actualmente es el director general del equipo Hagens Berman Axeon, exequipo filial sub-23 del desaparecido RadioShack. Es tío del jugador de hockey sobre césped argentino Luca Masso, campeón olímpico en 2016.

## Biografía
Axel Merckx es el hijo de Eddy Merckx y un antiguo ciclista belga que se retiró de este deporte en agosto de 2007. Desde que comenzó su carrera profesional en 1993, ha ganado una medalla olímpica de bronce y compitió en 8 Tours de Francia, acabando en 6 como el mejor ciclista belga. Durante el Tour de 2006, anunció que firmó un nuevo contrato por una temporada extra con el Phonak. También mencionó que esta sería su última temporada como profesional. Sin embargo, después de que Phonak anunciase que dejaría de patrocinar el equipo de ciclismo, Merckx firmó un contrato con el T-Mobile Team, el mismo equipo donde comenzó su carrera profesional. 
A pesar de varios años fuertes en carreras, incluyendo ganar el campeonato nacional belga en 2000, Merckx es probablemente aún más famoso por ser el hijo de Eddy Merckx. 
Un lugar en el que ha superado a su padre está en los Juegos Olímpicos. Merckx ganó la medalla de bronce en la carrera en los Juegos de Atenas. En el último kilómetro, se escapó fuera del pelotón para conseguir un resultado que su padre nunca logró. Eddy Merckx no pudo competir en los Juegos Olímpicos debido a que solo estaba restringido a los aficionados. 
Es un buen escalador, probablemente, aunque mejor es en medias cordilleras, en particular el Macizo Central y las Ardenas. Su carrera favorita, y en la que él se sentía mejor, es la Lieja-Bastogne-Lieja. Estuvo siempre con el objetivo de una victoria en el Tour de Francia. Su capacidad en los esprints no era tan fuerte, por lo que a menudo le superaban en la meta. 
Merckx anunció que se retiraba del ciclismo profesional a finales de 2007 en el Tour de Francia. Ganó su última carrera en Lommel, Bélgica, a principios de agosto de 2007.
Debido a que su padre Eddy Merckx se convirtió en un barón, Axel Merckx también pertenece a la nobleza. Como tal, es oficialmente denominado Jonkheer Axel Merckx. El honorífico Jonkheer es más o menos comparable a los honores británicos de "Sir".
El 24 de julio de 2013 su nombre apareció en el informe publicado por el senado francés como uno de los treinta ciclistas que habrían dado positivo en el Tour de Francia 1998 con carácter retrospectivo, ya que analizaron las muestras de orina de aquel año con los métodos antidopajes actuales.

## Tour de Francia 2005
En el Tour de Francia de 2005 Merckx terminó 39.º en la clasificación general, como mejor ciclista belga. Estuvo en escapadas y trabajando en el pelotón junto con su equipo, tanto a nivel personal como para los intereses del equipo. Al igual que en 2004, en 2005 Davitamon Lotto se centró en conseguir el maillot verde para Robbie McEwen y para obtener un top-ten en la figura de Cadel Evans, por lo que el papel de Axel se convirtió en obtener bidones y mantener a sus compañeros en su lucha contra el viento. 
Había dos etapas muy importante para Merckx: etapa 12 (Briançon - Digne-les-Bains) el 14 de julio (Día de la Bastilla), ya que su padre ganó en ese mismo escenario el 9 de julio de 1969, y la etapa 18 (Albi - Mende) el 21 de julio, la fiesta nacional belga. 
En la etapa 12 se produjo una fuga inicial con Merckx en ella. Más tarde Thor Hushovd y Stuart O'Grady se suman a la fuga, y en el Col du Corobin Merckx mantiene el ritmo hasta de romper y tirar fuerte para minimizar la pérdida de puntos de McEwen en el jersey verde. Al mismo tiempo, el Davitamon Lotto con Johan Vansummeren, Christophe Brandt y Mario Aerts tiraron rápido del pelotón (esto podría parecer una extraña táctica), para la captura de O'Grady y Hushovd. Después de que los velocistas se quedasen atrás, Merckx trató de centrarse en la victoria de etapa, pero en la parte superior de la Col du Corobin David Moncoutié atacó, y corrió hasta la meta. Merckx terminó 7 º, pero podría haber disputado la etapa con Moncoutié si no hubiese gastado su energía en dejar a los velocistas fuera. 
En la etapa 18, Merckx, junto con Cédric Vasseur y Marcos Serrano, estuvieron en la escapada, pero más tarde se quedó descolgado por un fuerte Serrano, que consiguió la victoria. Merckx se mostró decepcionado (mostrando un gesto de la mano) a Vasseur, que ocupó el 2.ª lugar (sin ni siquiera esprintar) ante un bastante agotado Merckx, porque Vasseur no hizo casi ningún trabajo durante la escapada y le "robó" la victoria.

## Palmarés
| 1996 - Trittico Premondiale 1998 - 1 etapa de la Vuelta a Baviera 1999 - 3.º en el Campeonato de Bélgica en Ruta 2000 - Campeonato de Bélgica en Ruta - Tour de Valonia - 1 etapa del Giro de Italia | 2001 - Gran Premio de Valonia 2003 - Tour de l'Ain 2004 - 3.º en los Juegos Olímpicos en Ruta |

## Resultados en Grandes Vueltas y Campeonatos del Mundo
| Carrera         | Carrera         | 1994 | 1995 | 1996 | 1997 | 1998 | 1999 | 2000 | 2001 | 2002 | 2003 | 2004 | 2005 | 2006 | 2007 |
| --------------- | --------------- | ---- | ---- | ---- | ---- | ---- | ---- | ---- | ---- | ---- | ---- | ---- | ---- | ---- | ---- |
|                 | Giro de Italia  | —    | ―    | —    | 19.º | ―    | —    | 25.º | —    | ―    | —    | ―    | —    | Ab.  | 50.º |
|                 | Tour de Francia | —    | —    | —    | —    | 10.º | Ab.  | —    | 22.º | 28.º | Ab.  | 21.º | 39.º | 30.º | 62.º |
|                 | Vuelta a España | —    | 21.º | 17.º | —    | ―    | —    | ―    | —    | —    | ―    | —    | —    | ―    | —    |
| Mundial en Ruta | Mundial en Ruta | Ab.  | —    | 4.º  | 53.º | —    | —    | 12.º | Ab.  | —    | 72.º | —    | —    | ―    | —    |

―: no participa

Ab.: abandono

## Reconocimientos
- Premio al Mérito Deportivo (2004)

## Equipos
- Telekom (1994)
- Motorola (1995-1996)
- Polti (1997-1998)
- Mapei (1999-2000)
- Domo-Farm Frites (2001-2002)
- Lotto-Domo (2003-2004)
- Davitamon Lotto (2005)
- Phonak (2006)
- T-Mobile Team (2007)